# Bob Orton Jr.
Bob Orton all'anagrafe Robert Keith Orton, noto anche con lo pseudonimo di Cowboy Bob Orton (Kansas City, 10 novembre 1950), è un ex wrestler statunitense.
È il padre di Nathan Orton (lottatore di MMA) e di Randy Orton, sotto contratto con la WWE, figlio di Bob Orton Sr. e fratello di Barry Orton, entrambi con un passato da wrestler.

## Carriera

### Gli inizi
Orton debuttò nella Championship Wrestling from Florida nel 1972 con il nome d'arte "Young Mr. Wrestling", lottando insieme al padre Bob Orton Sr.. Vinsero insieme i titoli di coppia della lega ed Orton fu il primo ad utilizzare il Superplex come mossa finale. Insieme a Dick Slater fu coinvolto in una faida con Ric Flair, sconfiggendolo e costringendolo al ritiro. Nel tardo 1972 Flair disobbedì all'ordine dei medici e ritornò per attaccare sia Bob Orton Jr. sia Dick Slater.

### National Wrestling Alliance
Dopo molte esperienze di successo in Florida, negli Stati Centrali e nelle regioni del cosiddetto "Mid-South" (area metropolitana di Memphis, con Tennessee occidentale, Mississippi settentrionale, Missouri meridionale, Kentucky occidentale ed altre zone limitrofe), Orton passò alla National Wrestling Alliance fra il 1980 ed il 1981 utilizzando la gimmick del Cowboy. Nel periodo in cui militò nella NWA, vinse numerosi match ed ottenne una reputazione di "lavoratore infaticabile" e di "duro". Nel 1981 lasciò la NWA per firmare un contratto con la World Wrestling Federation. Approdò nella NWA durante il 1983 per conquistare i titoli di coppia della lega, ma tornò nella World Wrestling Federation di Vince McMahon quando iniziò la sua espansione mondiale nel 1984.

### World Wrestling Federation (1981-1983; 1985-1987)
Nel 1981, Orton ha lottato nella World Wrestling Federation come heel utilizzando come mossa finale il suo Superplex, sfidò Bob Backlund per il titolo mondiale WWF, vincendo per Count-out il loro primo match, senza però conquistare il titolo. Il regolamento non prevedeva l'assegnazione dello stesso in caso di vittoria per squalifica o count-out. Il mese dopo ottenne un Lumberjack Match ma non riuscì a vincere. Lasciò la WWF nel 1983 tornando alla NWA, dove conquistò i titoli di coppia con Don Kernodle. I due mantennero i titoli per due mesi prima di essere sconfitti da Wahoo McDaniel & Mark Youngblood.
Orton ritornò alla WWF nel 1984 per quello che sarebbe stato il suo più famoso periodo di militanza nella lega di Stamford e di tutta la sua carriera. Venne spesso soprannominato "Ace" da Roddy Piper e diventò il Bodyguard dello stesso Piper. Divenne celebre per aver indossato un gesso sull'avambraccio sinistro che utilizzò per vincere scorrettamente i suoi incontri, dopo essersi fratturato realmente il polso durante un incontro con Jimmy Snuka nel 1985 durante The War to Settle the Score al Madison Square Garden. Nonostante fosse guarito completamente dall'infortunio all'avambraccio, Orton continuò a indossarlo, sostenendo di avvertire dolori in quell'arto, in accordo con le valutazioni dei medici. Vinse molti incontri in questo modo, anche se diversi di essi senza utilizzare il gesso.
Orton venne coinvolto nel Main event della prima edizione di WrestleMania al Madison Square Garden nel 1985, quando fu all'angolo di Piper e di Paul Orndorff nel loro incontro di coppia che li vide affrontare Mr. T e Hulk Hogan. E fu proprio Orton, accidentalmente, a dare la vittoria al Team di Hogan quando per sbaglio colpì Orndorff col gesso sull'avambraccio in un tentativo di stordire Hogan. Nel Main Event della prima edizione di Saturday Night's Main Event Orton affrontò il campione WWF Hogan l'11 maggio 1985 perdendo però per squalifica a causa dell'interferenza del suo assistito Roddy Piper.
Orton rimase insieme a Piper per il resto del 1985, lottando contro Orndorff e diversi suoi partner, tra i quali Hogan, André The Giant e Bruno Sammartino. All'inizio del 1986, Orndorff si mise sull'avambraccio un gesso, come quello di Orton, ed allora la WWF intimò ad entrambi di toglierselo. Fra la fine del 1985 e l'inizio del 1986, Orton sfidò Hogan per il WWF Championship ma come per gli incontri con Bob Backlund quattro anni prima, i risultati non furono dalla parte di Orton.
Fu soprannominato "Boxing" Bob e "Battling" Bob all'inizio del 1986 dopo che si tolse il gesso e lottò contro Mr. T a Saturday Night's Main Event, incontro che servì a spianare la strada per il confronto a WrestleMania 2 fra Mr. T e Piper. Prima di Wrestlemania, "Boxing" Bob Orton combatté, vincendo, un incontro di Boxe contro Jose Luis Rivera. Orton fu introdotto a Wrestlemania per un errore di lettura, come "Ace in Comedy and Funnyman" dallo speciale Ring Announcer per la serata, Joan Rivers.
Piper ed Orton separarono le loro strade dopo Wrestlemania, con Piper che si prese una pausa.
Orton divenne, invece, il Bodyguard del successore di Piper nel Talk Show da lui diretto, il Piper's Pit, ribattezzato Flower's Shop.
Lo show, condotto da Adrian Adonis, vide Orton utilizzare un cappello rosa per volere dello stesso Adonis. Quando ritornò Piper nel 1986 volle indietro il suo Talk Show, Orton tradì il suo amico di lunga data dando origine a una faida che li vide contrapposti in diversi incontri. Durante questo periodo, Orton formò un tag team con Don Muraco con Manager Mister Fuji. Vinsero molti incontri insieme, ma persero quello nella vetrina più importante, WrestleMania III contro la Can-Am Connection.
Durante l'estate del 1987, Muraco e Orton discussero durante molti dei loro match, e alla fine si scontrarono l'uno con l'altro. Orton continuò ad essere l'heel della situazione, mentre Muraco, che si fece chiamare "The Rock", divenne face. Ebbero una rivalità durante la tarda estate e poco più in là. Nel tardo 1987, Orton lasciò la WWF e poco dopo si prese un periodo di riposo dal wrestling per tutto il resto dell'anno.

### Circuito indipendente
Dopo aver lasciato la WWF, Orton si prese un periodo di pausa dal wrestling, e non presenziò in alcuna Promotion fino al 1989. Orton si fece vedere di nuovo nella American Wrestling Association. Ritornò brevemente nella NWA nel 1989 perdendo a WrestleWar in un Bullrope Match contro Dick Murdoch e poco dopo la fine del match, il Manager di Orton, "Playboy" Gary Hart cominciò a lottare con Murdoch, con Orton che poi attaccò lo stesso Murdoch, finendo, poi, per colpire gli arbitri che stavano tentando di fermare il tutto.
All'inizio del 1989, Orton lasciò la NWA per la World Championship Wrestling. Nella WCW apparve e vinse pochi incontri, ma la sua permanenza non durò molto. Nel 1990 apparve nella Five Star Wrestling Federation a Baton Rouge che fece capo a Grizzly Smith, nello stesso anno apparve nella International World Class Championship Wrestling. Nel 1991 lottò per Herb Abrams nella sua Universal Wrestling Federation al suo unico PPV Beach Brawl ed anche per il loro speciale evento dal vivo Blackjack Brawl Nel 1994 fece qualche apparizione per la Smoky Mountain Wrestling di Jim Cornette. Nel 1996 sfidò Tito Santana nella sfortunata federazione American Wrestling Federation. Durante questo periodo nella AWF, ebbe un'interminabile striscia vincente arrivando a conquistare addirittura l'AWF Championship prima che Santana riuscisse a sconfiggerlo. Ebbe una breve faida durante il 1997 contro "Sexy" Ace Steele nella MVWA di St. Louis. Si ritirò ufficialmente dalle competizioni nel 1999, ma ha continuato a lottare sporadicamente.

### Ritorno in NWA
All'inizio del 1989, Orton tornò nella National Wrestling Alliance e prese come suo manager Gary Hart. Ebbe molto successo in NWA, vincendo numerosi incontri. Ebbe una faida nell'NWA contro Dick Murdoch, il quale interferì spesso contro Orton dopo i match disputati da quest'ultimo. Di solito Orton, insieme al suo manager, lottava contro Murdoch.

### Ritorno al circuito indipendente
Orton tornò nel ring nel 2004 nella Millennium Wrestling Federation Soul Survivor insieme a Todd Hanson e Beau Douglas per sconfiggere "Il Gigante dell'Uganda" Kamala, Gino Martino ed il Giustiziere di Ox Baker.
Il 9 agosto 2008, Orton lottò a South Bend (Indiana) insieme a Greg Valentine.
Attualmente Orton lavora come lottatore e co-proprietario della Tennessee Mountain Wrestling a Knoxville (Tennessee).
Il 17 ottobre 2009 Orton, accompagnato da suo figlio Nathan ha lottato nella Independent Hardcore Wrestling contro "Bloody" Harker Dirge in un incontro valido per il titolo della Pro Wrestling Entertainment, perso per squalifica a causa dell'intervento di Nathan Orton. Lo stesso Nathan ha fatto la sua prima apparizione in un evento di wrestling professionistico.
Il 19 novembre 2011 Orton è apparso nel Main Event della Holy Havoc Championship Wrestling a Springfield (Illinois) insieme all'HHCW Heavyweight Champion Pretty Boy Floyd ed a "Mr. AllStar" Rex Gill per battere La Rivoluzione Irlandese (Les Thomas e Seamus McFearsom) e Beast.
Il 19 novembre 2011, Orton è apparso ad un evento della Traditional Championship Wrestling a Jonesboro (Arkansas), facendo da manager e da mentore all'International Heavyweight Champion "Mr. Saturday Night" Michael Barry in una faida con suo cugino "All That" Alan Steel. Ha partecipato anche ad un evento non ripreso dalle telecamere che lo ha visto tradire lo stesso Barry per allinearsi a "The Empire" costituito da Matt Riviera e da "Golden Boy" Greg Anthony. I tre avrebbero poi affrontato Barry, Barrett Brown e John Saxon.

### Ritorno in WWE
Il 3 febbraio 2005, "Cowboy" Bob Orton Jr. venne annunciato come uno degli introdotti nella classe 2005 della WWE Hall of Fame.
Nelle settimane precedenti a Wrestlemania 21 Orton entrò in una faida con The Undertaker insieme a suo figlio Randy Orton. Durante un episodio di WWE SmackDown Orton chiese ufficialmente pietà ad Undertaker per suo figlio Randy, ma questo fu solo un pretesto per distrarre Undertaker, far giungere suo figlio sul ring alle spalle di esso, e colpirlo con la RKO. A Wrestlemania 21 intervenne durante il match fra suo figlio ed Undertaker, colpendo il Becchino con il gesso sull'avambraccio, ma questo non portò alla vittoria di suo figlio.
Il 21 agosto 2005, a Summerslam Bob Orton Jr. intervenne nella rivincita fra suo figlio e The Undertaker, questa volta riuscendo nell'intento di far battere Undertaker da Randy Orton. Successivamente, Orton cominciò ad accompagnare suo figlio durante gli incontri ed ha fatto coppia insieme a lui a No Mercy 2005 il 9 ottobre 2005, riuscendo a sconfiggere Undertaker in un Casket Match. I due fecero coppia ancora una volta il 28 ottobre 2005 a SmackDown insieme a Ken Kennedy contro Roddy Piper, Batista ed Eddie Guerrero in un match tre contro tre. Il match finì con Piper che chiuse nella Sleeper Hold Orton facendo vincere così il Team dei Face.
Il 16 dicembre 2005, a SmackDown Orton si travestì da druido di Undertaker, prese l'urna e la portò fino a bordo ring quando Undertaker andò sul ring per confrontarsi con suo figlio. Orton rimase a bordo ring mentre tutti gli altri druidi tornarono sui loro passi. Questo distrasse Undertaker lasciando campo libero a Randy per attaccarlo. Successivamente, Orton diede a suo figlio l'urna, con la quale colpì un incosciente Undertaker.
Ad Armageddon 2005, Orton, che aveva ancora l'urna, accompagnò Randy a bordo ring durante l'Hell in a Cell che sarebbe andato a disputare contro Undertaker. Intervenne varie volte durante l'incontro, ma non riuscì a fermare in tempo l'azione di Undertaker, che colpì padre e figlio con la Tombstone Piledriver per poi chiudere il match schienando Randy Orton.
Il 13 febbraio 2006, Bob Orton Jr. venne licenziato dalla WWE.
Il 15 novembre 2010, Orton fece un'apparizione a WWE RAW durante la puntata Old School, con l'apparizione di numerosi wrestler, annunciatori e personalità WWE del passato. Apparve anche il 10 aprile 2012 a WWE SmackDown per essere attaccato da Kane che a quel tempo ebbe una faida con suo figlio. Appare tra gli spettatori insieme ad altre leggende nel PPV Money in the Bank 2017, venendo preso in ostaggio dai fratelli Singh nel match tra suo figlio e Jinder Mahal.

## Vita privata
Orton è sposato con Elaine Orton, un'infermiera del "Christian Hospital NE" del Missouri, ed hanno due figli (Randy Orton e Nathan Orton) e una figlia, Becky. Orton ha due nipoti, uno da parte di Randy e l'altro da Becky. Adesso vive a Florissant (Missouri). Fu molto amico del defunto Curt Hennig.
A WWE Confidential ammise che l'infortunio all'avambraccio fu reale durante l'incontro del 1985 contro Jimmy Snuka e, inoltre, non guarì mai del tutto fino alla fine della sua permanenza nella WWE nel 1987.

## Personaggio

### Mosse finali
- Forearm Smash con il gesso sull'avambraccio.
- Piledriver
- Superplex
- Sleeper Hold

### Manager
- Paul Heyman
- Mr. Fuji
- The Grand Wizard
- Gary Hart
- Jimmy Hart
- Oliver Humperdink
- Adnan Al-Kaissie
- John Tolos
- Bobby "The Brain" Heenan
- Roddy Piper

### Soprannomi
- "Ace Cowboy" Orton
- "Cowboy" Bob Orton

## Titoli e riconoscimenti
American Wrestling Federation
- AWF Heavyweight Championship (1)

Central States Wrestling Alliance
- CSWA Heavyweight Championship (1)

Championship Wrestling from Florida
- NWA Florida Heavyweight Championship (1)
- NWA Florida Tag Team Championship (3 - 1 con Bob Orton - 2 con Bob Roop)

International Championship Wrestling
- ICW Southeastern Heavyweight Championship (1)
- ICW Southeastern Tag Team Championship (2 - 1 con Bob Roop - 1 con Barry Orton)
- ICW Television Championship (1)

Mid-Atlantic Championship Wrestling
- NWA World Tag Team Championship (Mid-Atlantic version) (1 - con Don Kernodle)

Mid-South Sports/Georgia Championship Wrestling
- NWA Georgia Junior Heavyweight Championship (1)
- NWA Georgia Tag Team Championship (2 - 1 con Mr. Wrestling II - 1 con Dick Slater)
- NWA Macon Tag Team Championship (1 - con Dick Slater)

Mid-South Wrestling
- Mid-South Mississippi Heavyweight Championship (1)

Midwest Powerhouse Wrestling
- MPW Heavyweight Championship (1)

Powerhouse Championship Wrestling
- PCW Heavyweight Championship (1)

Old School Wrestling Alliance
- OSWA Heavyweight Championship (1)

Southeastern Championship Wrestling
- NWA Southeastern Tag Team Championship (4 - 1 con Bob Roop - 2 con Ron Garvin - 1 con Jerry Blackwell)

Universal Wrestling Federation
- UWF Intercontinental Heavyweight Championship (1)
- UWF Southern States Championship (2)

Pro Wrestling Illustrated
- 130º tra i 500 migliori wrestler singoli nella PWI 500 (1991)
- 121º  tra i 500 migliori wrestler singoli nella "PWI Years" (2003)
- Rookie of the Year (1973)

World Wrestling Entertainment
- WWE Hall of Fame (2005)

### Altri titoli
- VWS Television Championship (1)